# Zeche Alwine (Stiepel)
In der Zeche Alwine im Bochumer Stadtteil Stiepel wurde bis in die zweite Hälfte des 19. Jahrhunderts Kohleneisensteinabbau betrieben. Im Jahr 1833 erfolgte die Mutung im späteren Feld Leonhard. Am 12. Oktober 1841 erfolgte die Verleihung des Teillängenfeldes Alwine, die Zeche ging in Betrieb.
Am 20. Dezember 1849 erfolgte die Hinzuverleihung eines weiteren Längenfeldes. Im Jahr 1855 war das Bergwerk in Fristen und ab 1858 wieder in Betrieb. Ab dem 4. Quartal 1861 war das Bergwerk außer Betrieb.